# Дегидрирование
Дегидри́рование — реакция отщепления водорода от молекулы органического соединения. Является обратимой, обратная реакция — гидрирование. Смещению равновесия в сторону дегидрирования способствует повышение температуры и понижение давления, в том числе разбавление реакционной смеси. Катализаторами реакции гидрирование — дегидрирование являются металлы 8Б и 1Б подгрупп (никель, платина, палладий, медь, серебро) и полупроводниковые оксиды (Fe2O3, Cr2O3, ZnO, MoO3).
Процессы дегидрирования широко используются в промышленном органическом синтезе:
- Дегидрированием спиртов получают: формальдегид, ацетон, метилэтилкетон, циклогексанон.
- Дегидрированием ароматических соединений получают: стирол, α-метилстирол, винилтолуол, дивинилбензол.
- Дегидрированием парафинов получают: олефины (пропилен, бутилен и изобутилен, изопентен, высшие олефины) и диены (бутадиен и изопрен)